# Carles Mani
Carles Mani i Roig (Móra d'Ebre o Tarragona, 1866 – Barcellona, 1911) è stato uno scultore spagnolo.

## Biografia
Formatosi tra Tarragona e Barcellona, proseguì i suoi studi a Madrid. Tra il 1894 e il 1895 si recò a Parigi, dove rimase profondamente colpito e influenzato dai nuovi canoni scultorei elaborati da Auguste Rodin; ma a causa della miseria che passò venne aiutato da Santiago Rusiñol. Dopo essere ritornato in Spagna, venne coinvolto assieme al pittore Nicanor Piñole nel gruppo degli scrittori della Generazione del '98 (con i fratelli Pío e Ricardo Baroja, Camilo Bargiela e Ramón del Valle-Inclán), . Prima di tornare a Barcellona nel 1906, dovette abbandonare il lavoro di misura naturale, e rifare tutto in Catalogna. Esibì le sue opere in una mostra dell'Esposizione Internazionale d'Arte di Barcellona del 1907, dove causò un certo sconcerto.

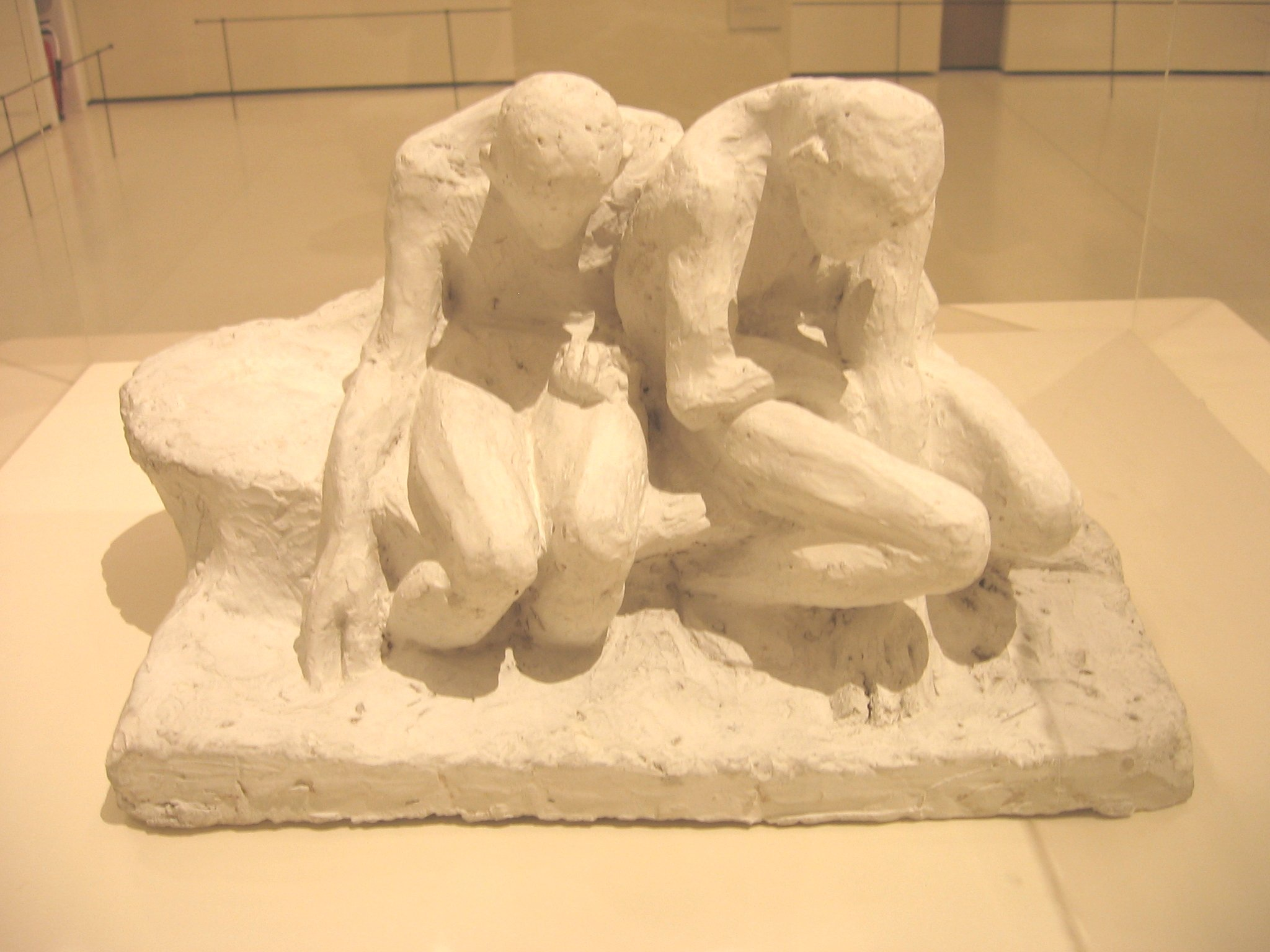
I degenerati (1901-04), la sua opera più famosa, situata presso il MNAC.

Antoni Gaudí gli offrì un posto di lavoro, iniziò così a collaborare per lui a varie opere: Casa Batlló, Casa Milà e la Sagrada Família. Per tutta la sua vita tentò di realizzare un monumento agli eroi di Tarragona del 1811, provando tre diversi progetti. Il Consiglio Comunale convocò, infine, un concorso per il monumento nel 1910, e Mani fu invitato a partecipare, ma il premio andò a Julio Antonio. Morì quattro giorni dopo la decisione della giuria.
Dei suoi lavori ne sono rimasti solo alcuni esemplari, anche se molto di quello che andato perduto lo si può conoscere attraverso fotografie coeve. La maggior parte delle sue sculture, opere note e disegni, sono conservati nel Museo Gaudí al Parco Güell, dove è situato anche un grande modello originale dei suoi Degenerati. Altre opere sono stanziate tra il Museo di Storia di Tarragona, il Museo di Orense e il Museo Nazionale d'Arte della Catalogna